# Alen Krajnc
Alen Krajnc (sinh 1 tháng 7 năm 1995) là một cầu thủ bóng đá Slovenia thi đấu cho Aluminij ở PrvaLiga Slovenia.